# Parafia Chrystusa Króla w Templewie
Parafia Chrystusa Króla w Templewie – rzymskokatolicka parafia we wsi Templewo, należąca do dekanatu Pszczew diecezji zielonogórsko-gorzowskiej, metropolii szczecińsko-kamieńskiej w Polsce, erygowana w 1974. Mieści się pod numerem 29. Prowadzą ją księża werbiści.